# Aldebrő
Aldebrő is een plaats (község) en gemeente in het Hongaarse comitaat Heves. Aldebrő telt 805 inwoners (2001).